# Nurith Aviv
Nurith Aviv (hebräisch נורית אביב; * 11. März 1945 in Tel Aviv) ist eine israelische Kamerafrau und Regisseurin. Sie lebt in Frankreich.

## Werk
Nurith Aviv war die erste Frau, die vom CNC (Centre national du cinéma et de l’image animée) dem französischen Nationalen Zentrum für Kino und Animation, als Kameraführende Person anerkannt wurde, und hat als Kamerafrau für rund hundert Spiel- und Dokumentarfilme gearbeitet (unter anderem für Agnès Varda, Amos Gitaï, René Allio und Jacques Doillon). Zohar Behrendt drehte 2023 ein Porträt über sie: Nurith Aviv - Woman with a Camera.
2019 wurde Aviv mit dem Grand Prix der Académie Française ausgezeichnet (nominiert von Amin Maalouf). 2015 fand im Centre Pompidou in Paris eine Retrospektive ihres Werks unter dem Titel „Filiation, Language, Place“ statt, die 40 Filme umfasste, bei denen sie als Regisseurin oder Kamerafrau tätig war. Sie wurde 2009 mit dem Édouard-Glissant-Preis ausgezeichnet.

## Filmografie

### Als Kamerafrau
- 1969: Pano ne passera pas – Regie: Danielle Jaeggi
- 1970: Shablul – Regie: Boaz Davidson
- 1974: Erica Minor – Regie: Bertrand Van Effenterre
- 1975: Daguerreotypes – Regie: Agnès Varda
- 1975:  Histoire de Paul – Regie: René Féret
- 1975: Anna und Edith – Regie: Gerrit Neuhaus
- 1976: Moi, Pierre Rivière, ayant égorgé ma mère, ma soeur et mon frère... – Regie: René Allio
- 1978: Io sono mia – Regie: Sofia Scandurra
- 1978: La fille de Prague avec un sac très lourd – Regie: Danielle Jaeggi
- 1979: Een vrouw als Eva – Regie: Nouchka van Brakel
- 1979: Mais où et donc Ornicar – Regie: Bertrand Van Effenterre
- 1980: Auf halbem Weg – Regie: Dagmar Damek
- 1980: Al Hevel Dak – Regie: Michal Bat-Adam
- 1980: Ma'agalim Shel Shi-Shabbat – Regie: Idit Shehori
- 1981: Mur murs – Regie: Agnès Varda
- 1981: Documenteur –  Regie: Agnès Varda
- 1982: The French – Regie: William Klein
- 1982: Miras Haus – Regie: Dagmar Damek
- 1982: Ben Loke'ah Bat – Regie: Michal Bat-Adam
- 1982: Yoman Sadeh – Regie: Amos Gitai
- 1983: Anou Banou oder die Töchter der Utopie – Regie: Edna Politi
- 1983: Liberación – Regie: Guillermo Diaz
- 1984: Atila – Regie: Tzvika Kertzner
- 1984: Ananas – Regie: Amos Gitai
- 1985:  El filandón – Regie: José María Martín Sarmiento
- 1985: Die Frau mit den Karfunkelsteinen – Regie: Dagmar Damek
- 1986: Histoire d'un sort – Regie: Ilan Flammer
- 1987: The Paper Bridge – Regie: Ruth Beckermann
- 1987: Brand New Day – Regie: Amos Gitai
- 1987: Aqabat jaber: Vie de passage – Regie: Eyal Sivan
- 1988: Jane B. par Agnès V. – Regie: Agnès Varda
- 1988: Berlin-Yerushalaim – Regie: Amos Gitai
- 1990: Lung Ta: Les cavaliers du vent – Regie: Marie-Jaoul de Poncheville
- 1990: Pour un oui ou pour un non – Regie: Jacques Doillon
- 1991: Nach Jerusalem – Regie: Ruth Beckermann

- 1991: Naissance d'un Golem – Regie: Amos Gitai
- 1992: Wadi 1981–1991 – Regie: Amos Gitai

- 1994: The Neo-Fascist Trilogy: I. In the Valley of the Wupper – Regie: Amos Gitai
- 1994: The Neo-Fascist Trilogy: II. In the Name of the Duce – Regie: Amos Gitai
- 1994: The Neo-Fascist Trilogy: III. Queen Mary – Regie: Amos Gitai
- 1995: Aqabat jaber: Paix sans retour? – Regie: Eyal Sivan
- 1995: Nervenkriege – Regie: Stephan Krumbiegel
- 1996: Clando – Regie: Jean-Marie Téno
- 1996: Paris Was a Woman – Regie: Greta Schiller
- 1997: Ha-Olimpiada Harishonah Shel Imma – Regie: Ran Carmeli
- 1998: Bayit BeYerushalayim – Regie: Amos Gitai
- 1998: Liebe Perla – Regie: Shahar Rozen
- 1999: Ein flüchtiger Zug nach dem Orient – Regie: Ruth Beckermann
- 1999: Siman M'Shamayim – Regie: Ariella Azoulay
- 2001: Homemad(e) – Regie: Ruth Beckermann
- 2001: Wadi Grand Canyon 2001 – Regie: Amos Gitai
- 2002: Forget Baghdad: Jews and Arabs - The Iraqi Connection – Regie: Samir
- 2004: Ratziti Lihiyot Gibor – Regie: Shiri Tsur
- 2006: Zorros Bar Mizwa – Regie: Ruth Beckermann
- 2008: Kurt Masur: Adventures in Listening – Regie: Amit Breuer
- 2013: Those Who Go Those Who Stay – Regie: Ruth Beckerman

### Als Regisseurin
- 1989: Kfar Qar'a, Israel
- 1998: Makom, Avoda
- 2011: Traduire
- 2015: Poétique du cerveau
- 2018: Signer
- 2022: Des mots qui restent
- 2024: Lettre errante